# Georges d'Oldenbourg
Le duc Pierre Frédéric Georges d’Oldenbourg (en allemand, Georg Herzog von Oldenburg), prince d'Oldenbourg, né le 9 mai 1784 à Oldenbourg et mort 27 décembre 1812 (27 décembre julien) à Tver, est le fils cadet de Pierre Ier d’Oldenbourg et de son épouse la duchesse Frédérique de Wurtemberg.
Beau-frère du tsar Alexandre Ier par son mariage avec la grande-duchesse Catherine Pavlovna de Russie, il est connu en Russie en tant que prince Georges Petrovitch d’Oldenbourg (en russe, принц Гео́ргий Петро́вич Ольденбу́ргский / prints Gueorgui Petrovitch Oldenbourgski).

## Biographie

### Enfance

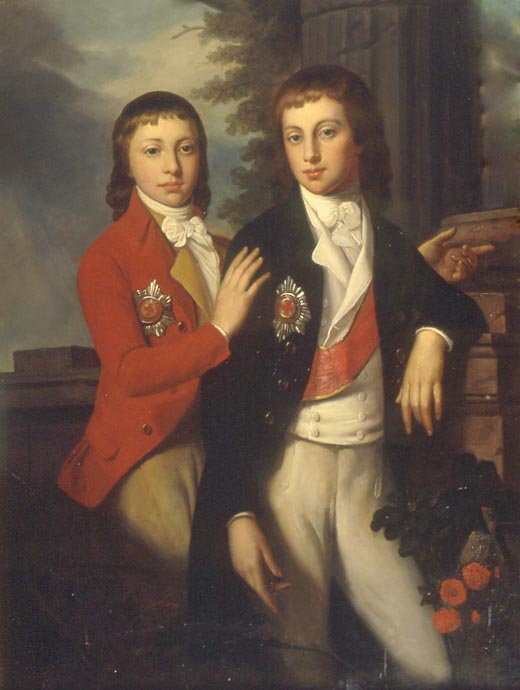
Le duc Georges (à gauche) et son frère le Auguste (à droite), par Mosnier.

Le duc Georges d’Oldenbourg naît le 9 mai 1784 à Oldenbourg ; deuxième enfant de l’union du prince Pierre de Holstein-Gottorp et de la duchesse Frédérique de Wurtemberg, une des filles du duc Frédéric II Eugène de Wurtemberg, le duc a un frère, le duc Auguste, d’un an son aîné. En 1785, alors que Georges n’a qu’un an, il perd sa mère qui donnait naissance à un autre enfant ; son père reste, après ce décès veuf tout le restant de sa vie.
La même année, le prince Pierre, son père, devient prince-évêque de Lübeck ; il est en outre nommé régent du duché d’Oldenbourg, en raison de l’incapacité mentale du duc Pierre-Frédéric-Guillaume.
Entre 1788 et 1803, Georges et son frère sont éduqués dans leur palais oldenbourgeois, sous la tutelle de leur père. Aussi, ensemble, ils intègrent l’université de Leipzig de 1803 à 1805, avant de voyager au Royaume-Uni, en Angleterre et en Écosse, les deux années suivantes.
Au début de l’année 1808, tandis que l’Oldenbourg est occupé par des troupes françaises et hollandaises, Georges est envoyé en Russie auprès des de la famille impériale, une branche cousine de la famille ducale oldenbourgeoise. Dès son arrivée, il est nommé gouverneur d’Estland, un des gouvernements de la mer Baltique.

### Un mariage russe
Le 3 août 1809, Georges épouse la grande-duchesse Catherine Pavlovna, sœur préférée d’Alexandre Ier de Russie, fille du tsar Paul Ier et de la tsarine Marie Fiodorovna, née duchesse de Wurtemberg. Les préparatifs du mariage entre les deux cousins ont débuté lorsque l’empereur Napoléon Ier a laissé entendre son désir d’épouser la grande-duchesse Catherine dans le but de renforcer l’alliance russe et, après son divorce d’avec l’impératrice Joséphine, d’obtenir de l’éventuelle épouse un héritier mâle. Horrifiée à l’idée de cette alliance impériale, la tsarine Marie Fiodorovna organise le mariage entre sa fille et le duc Georges. Le jour de leur union, Georges reçoit le prédicat d’altesse impériale, le titre de prince Oldenbourgski, et il est nommé gouverneur général de trois gouvernements russes : Tver, Novgorod et Iaroslavl.

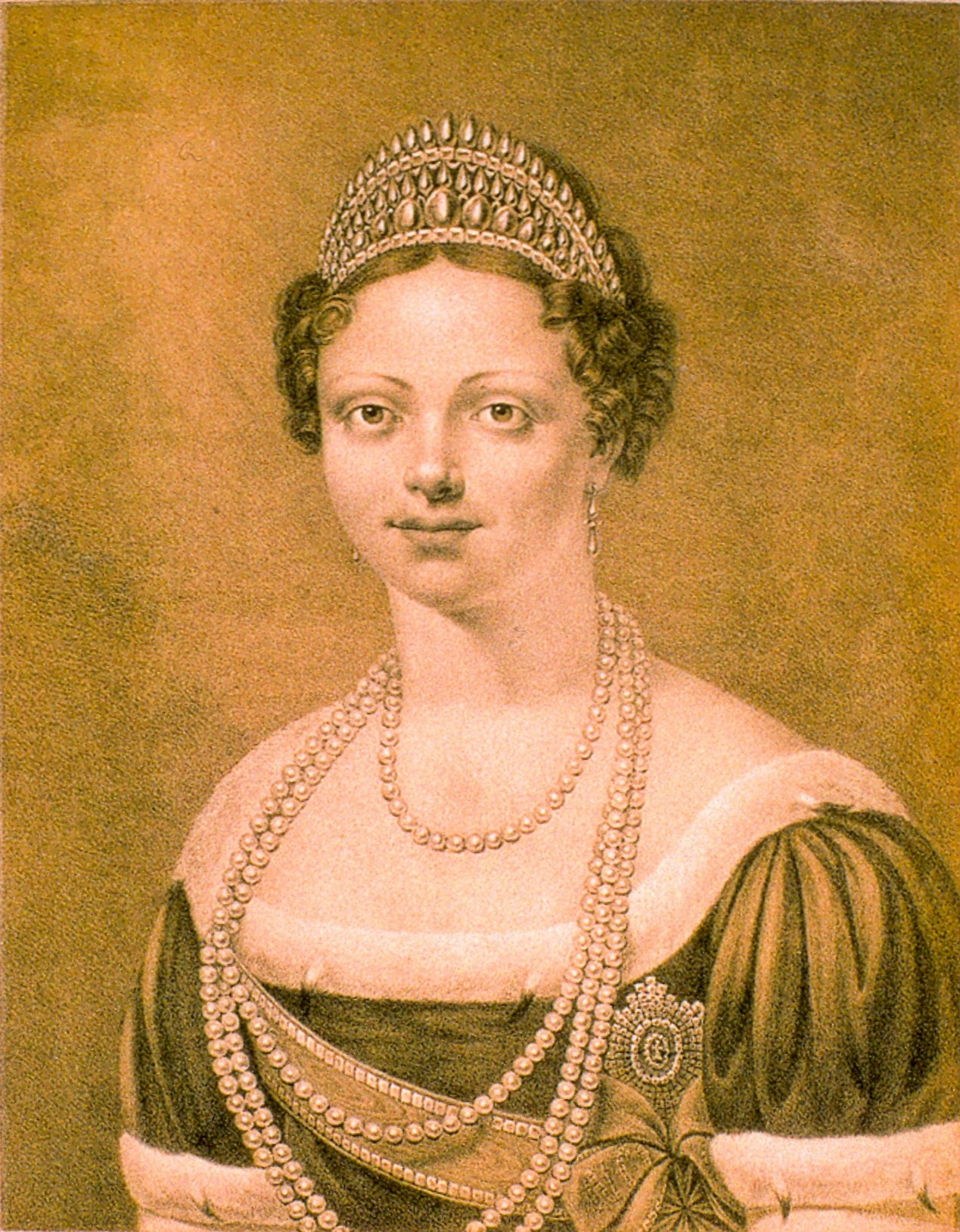
La grande-duchesse Catherine Pavlovna, en 1817.

Bien que leur mariage ait été arrangé, il est heureux : la grande-duchesse Catherine, considérée comme belle et vivace, se consacre pleinement à son mari. Étant donné que Georges était un cadet de la famille ducale oldenbourgeoise, avec peu de perspectives d’hériter du duché d’Oldenbourg, le couple vit à Tver, en Russie. Leur descendance, qui n’a jamais été appelée sur trône d’Oldenbourg, est restée russe, intégrée à la famille impériale, et connue sous le patronyme russe d’Oldenbourgski.

### Fin de vie
Le 22 janvier 1811, l’Oldenbourg est annexé par Napoléon. Comme le duc George était le beau-frère du tsar Alexandre Ier, l’invasion napoléonienne est considérée comme une insulte faite aux Russes, un des nombreux griefs que donne le tsar contre l’empereur dans leur correspondance. À la suite du congrès de Vienne, le duché, élevé au rang de grand-duché, est rendu à la famille de Georges après la défaite de Napoléon.
Nommé gouverneur de la Volga, il meurt de la fièvre typhoïde en 1812. La mort de Georges bouleverse son épouse, mais Catherine épousera en secondes noces, Guillaume, prince héritier de Wurtemberg (futur Guillaume Ier), en 1816. Après la mort de cette dernière, en 1819, leurs enfants sont élevés par le frère de Georges, le grand-duc Auguste Ier, à Oldenbourg.

## Famille
Fils du prince Pierre de Holstein-Gottorp (1725-1823), futur grand-duc Pierre Ier d’Oldenbourg, et de la duchesse Frédérique de Wurtemberg (1725-1785), Georges appartient par son père à la maison de Holstein-Gottorp, une branche cadette de la maison d’Oldenbourg, qui règne en Russie et en Oldenbourg.
Le 3 août 1809 le duc Georges épouse la grande-duchesse Catherine Pavlovna de Russie (1788-1819), fille du tsar Paul Ier de Russie (1754-1801) et de la princesse Sophie-Dorothée de Wurtemberg-Montbéliard (1759-1828). De leur union, naissent deux enfants :
- le duc Alexandre Gueorguievitch d’Oldenbourg (1810-1826), prince Oldenbourgski (sans postérité) ;
- le duc Pierre Gueorguievitch d’Oldenbourg (1812-1881), prince Oldenbourgski, qui épouse en 1837 la princesse Thérèse de Nassau (postérité).

## Titulature
- 9 mai 1784 — 3 août 1809 : Son Altesse le duc Georges d’Oldenbourg
- 3 août 1809 — 27 décembre 1812 : Son Altesse Impériale le prince Georges Petrovitch Oldenbourgski